# Le sauvage
Le sauvage (br: O selvagem / pt: Meu irresistível selvagem) é um filme ítalo-francês de 1975, do gênero comédia, dirigido por Jean-Paul Rappeneau.

## Elenco
- Yves Montand .... Martin
- Catherine Deneuve .... Nelly
- Luigi Vannucchi .... Vittori
- Tony Roberts .... Alex Fox
- Bobo Lewis .... Miss Mark
- Dana Wynter .... Jessie Coutances
- Gabriel Cattand
- Vernon Dobtcheff .... Coleman
- Luis Gerardo Tovar .... Ribeiro

## Principais prêmios e indicações
Prêmio César 1976 (França)
- Indicado nas categorias de melhor atriz (Catherine Deneuve), melhor diretor (Jean-Paul Rappeneau), melhor fotografia (Pierre Lhomme) e melhor edição (Marie-Josèphe Yoyotte).